# Sassafras thunbergii
Sassafras thunbergii là loài thực vật có hoa trong họ Nguyệt quế. Loài này được Siebold miêu tả khoa học đầu tiên năm 1830.